# Niphargus aberrans
Niphargus aberrans Sket, 1972 è un piccolo crostaceo gammarideo d'acqua dolce della famiglia Niphargidae, endemico della Slovenia.